# La vérité est au fond de la marmite
La vérité est au fond de la marmite était une émission culinaire hebdomadaire qui était diffusée le samedi en début d'après-midi sur Antenne 2 et coanimée par Michel Oliver et Anne-Marie Peysson puis Maurice Favières et Christian Morin. 
Michel Oliver y présentait chaque semaine une recette, Anne-Marie Peysson ou Maurice Favière ou Christian Morin jouant le rôle de candide.
La recette hebdomadaire était reprise dans l'édition du samedi du quotidien Le Figaro et du programme tv Télé 7 jours. 